# 桜中学シリーズ
桜中学シリーズ（さくらちゅうがくシリーズ）は、TBS系で1979年10月から2011年3月まで断続的に制作された学園テレビドラマシリーズの総称である。
ほとんどの作品で舞台となる学校名が桜中学校であることからこう呼ばれている。
正確には3年B組金八先生第3シリーズと3年B組金八先生スペシャル7･8の舞台は松ヶ崎中学校であるが、便宜的に桜中学シリーズに含まれて扱われることが多い。
また、このシリーズの姉妹作として、1983年春にオサラバ坂に陽が昇る、1984年秋に東中学3年5組が制作された。

## 作品・放送リスト
| 放送日                          | タイトル | 主題歌                        | 脚本                           | 演出                                              | 主要生徒役                                                                                         | 平均視聴率 |
| ------------------------------- | --- | ----------------------------- | ------------------------------ | ------------------------------------------------- | -------------------------------------------------------------------------------------------------- | ---------- |
| 1979年10月26日 - 1980年3月28日  | 3年B組金八先生第1シリーズ | 『贈る言葉』 海援隊           | 小山内美江子 岡本克己 重森孝子 | 竹之下寛次 佐藤虔一 高畠豊 生野慈朗               | 杉田かおる 鶴見辰吾 三原じゅん子 藤島ジュリー景子 田原俊彦 近藤真彦 野村義男 小林聡美 つちやかおり | 24.4%      |
| 1980年4月4日 - 1980年9月26日    | 1年B組新八先生 | 『重いつばさ』 岸田智史       | 重森孝子 岡本克己              | 佐藤虔一 高畠豊 竹之下寛次 生野慈朗 柳井満        | 藤本正則 難波克弘 牛原千恵                                                                         | -%         |
| 1980年10月3日 - 1981年3月27日   | 3年B組金八先生第2シリーズ | 『人として』 海援隊           | 小山内美江子                   | 竹之下寛次 大岡進 生野慈朗 和田旭 柳井満          | 直江喜一 沖田浩之 川上麻衣子 ひかる一平 伊藤つかさ                                                 | 26.3%      |
| 1981年4月17日 - 1982年3月26日   | 2年B組仙八先生 | 『萌ゆる想い』 さとう宗幸     | 重森孝子                       | 和田旭 大岡進 生野慈朗 柳井満                     | 薬丸裕英 本田恭章 三田寛子 布川敏和 本木雅弘                                                       | -%         |
| 1982年4月9日 - 1983年3月25日    | 3年B組貫八先生 | 『だけど泣かないさ』 川谷拓三 | 岩間芳樹                       | 和田旭 前川英樹 大岡進 生野慈朗 柳井満            | 松原康行 荒川亮                                                                                    | -%         |
| 1982年10月8日                   | 3年B組金八先生スペシャル 「贈る言葉」 | 『贈る言葉』 海援隊           | 小山内美江子                   | 生野慈朗                                          | 第1シリーズ 生徒が出演                                                                             | 33.0%      |
| 1983年10月7日                   | 3年B組金八先生スペシャルII 「イレ墨をした教え子」 | 『人として』 海援隊           | 小山内美江子 横田与志          | 大岡進                                            | 第2シリーズ 生徒が出演                                                                             | 24.6%      |
| 1984年4月6日                    | 2年B組仙八先生スペシャル 「もう高校へは行かない・ 今44人に1人は高校中退！」                                                                                      | 『萌ゆる想い』 さとう宗幸     | 重森孝子                       | 和田旭                                            | 仙八先生 生徒が出演                                                                                | -%         |
| 1984年10月5日                   | 3年B組金八先生-スペシャルIII- 「小さな嘘」 | 『贈る言葉』 海援隊           | 小山内美江子 横田与志          | 生野慈朗                                          | 第1シリーズ 生徒が出演                                                                             | 21.6%      |
| 1985年12月27日                  | 3年B組金八先生-スペシャルIV- 「イジメられっ子金八先生」 | 『贈る言葉』 海援隊           | 小山内美江子 横田与志          | 大岡進                                            | 岡本健一                                                                                           | 24.4%      |
| 1986年12月26日                  | 3年B組金八先生スペシャル5 「先生の暴力・生徒の暴力」 | 『贈る言葉』 海援隊           | 小山内美江子 横田与志          | 大岡進                                            | 河合康史                                                                                           | 19.7%      |
| 1987年12月25日                  | 3年B組金八先生-スペシャル6 「新・十五歳の母」 | 『贈る言葉』 海援隊           | 小山内美江子                   | 大岡進                                            | 小川範子                                                                                           | 23.8%      |
| 1988年10月10日 - 1988年12月26日 | 3年B組金八先生第3シリーズ | 『声援』 武田鉄矢             | 小山内美江子                   | 生野慈朗 加藤浩丈 竹之下寛次                      | 佐藤忠信 長野博 森且行 萩原聖人 菊池健一郎 宮島依里 岸雅 浦明子 宝田慎一                           | 23.2%      |
| 1989年3月29日                   | 3年B組金八先生(3) 「卒業スペシャル」 | 『声援』 武田鉄矢             | 小山内美江子                   | 生野慈朗                                          | 佐藤忠信 長野博 森且行 萩原聖人 菊池健一郎 宮島依里 岸雅 浦明子 宝田慎一                           | 19.5%      |
| 1990年12月28日                  | 3年B組金八先生スペシャル(8) 「卒業アルバム」 | 『贈る言葉』 武田鉄矢         | 横田与志                       | 生野慈朗                                          | 岡田秀樹 長崎真純                                                                                  | 13.7%      |
| 1995年10月12日 - 1996年3月28日  | 3年B組金八先生第4シリーズ | 『スタートライン』 海援隊     | 小山内美江子                   | 生野慈朗 鈴木早苗 竹之下寛次 福澤克雄 柳井満      | 小嶺麗奈 松下恵 小池直樹 藤田瞳子 橋本光成 反田孝幸 古屋暢一 佐々木卓馬                            | 19.2%      |
| 1998年4月2日                    | 3年B組金八先生スペシャル 「子供を救え!大人達よ立ち上がれ」 | 『贈る言葉』 海援隊           | 小山内美江子                   | 柳井満                                            | 小嶺麗奈 松下恵 小池直樹 藤田瞳子 橋本光成 反田孝幸 古屋暢一 佐々木卓馬                            | 17.5%      |
| 1999年10月14日 - 2000年3月30日  | 3年B組金八先生第5シリーズ | 『新しい人へ』 海援隊         | 小山内美江子                   | 福澤克雄 鈴木早苗 森一弘 今井夏木 山崎恒成 柳井満 | 風間俊介 岡あゆみ 亀梨和也 小高早紀 五十畑迅人 森雄介 片山雅彦 佐々木恵理 金田美香                 | 18.6%      |
| 2001年4月5日                    | 3年B組金八先生スペシャル 「お前死んだらオレ泣くぞ・ 3B一年ぶり大集合」                                                                                           | 『新しい人へ』 海援隊         | 小山内美江子                   | 福澤克雄                                          | 風間俊介 岡あゆみ 亀梨和也 小高早紀 五十畑迅人 森雄介 片山雅彦 佐々木恵理 金田美香                 | 14.7%      |
| 2001年10月11日 - 2002年3月28日  | 3年B組金八先生第6シリーズ | 『まっすぐの唄』 海援隊       | 小山内美江子                   | 福澤克雄 三城真一 加藤新 生野慈朗                 | 上戸彩 東新良和 斉藤祥太 中尾明慶 本仮屋ユイカ 加藤成亮 増田貴久 平愛梨 佐藤めぐみ                 | 17.2%      |
| 2004年10月15日 - 2005年3月25日  | 3年B組金八先生第7シリーズ | 『初恋のいた場所』 海援隊     | 小山内美江子 清水有生          | 福澤克雄 三城真一 加藤新                          | 八乙女光 岩田さゆり 黒川智花 鮎川太陽 福田沙紀 濱田岳 竹内友哉 薮宏太 冨浦智嗣 平慶翔              | 14.5%      |
| 2005年12月30日                  | 3年B組金八先生スペシャル 第7シリーズ真の最終回 「未来へつなげ 3B友情のタスキ〜 たった一人の卒業式…3Bの絆は 再び迫る薬物依存の魔の手から 仲間を救い出せるのか!?」 | 『初恋のいた場所』 海援隊     | 清水有生                       | 三城真一                                          | 八乙女光 岩田さゆり 黒川智花 鮎川太陽 福田沙紀 濱田岳 竹内友哉 薮宏太 冨浦智嗣 平慶翔              | 12.6%      |
| 2007年10月11日 - 2008年3月20日  | 3年B組金八先生第8シリーズ | 『いつか見た青い空』 海援隊   | 清水有生                       | 今井夏木 加藤新 生野慈朗 大岡進                   | 忽那汐里 亀井拓 草刈麻有 廣瀬真平 高畑充希 坂井太陽 布川隼汰                                       | 9.3%       |
| 2011年3月27日                   | 3年B組金八先生ファイナル - 「最後の贈る言葉」4時間SP | 『贈る言葉』 海援隊           | 清水有生                       | 生野慈朗                                          | 岡本圭人 趣里 秋山遊楽                                                                             | 19.7%      |

※視聴率は、ビデオリサーチ調べ（関東地区）
このうち、シリーズ化されたのは3年B組金八先生のみである。
出演者やサブタイトルなど各番組の項で詳述がある。。